# Clazomènes
Clazomènes (ou Klazomenaí ou Klazomenae, en grec : Klazomenai ou Κλαζομεναί) est une cité grecque d’Ionie, qui correspond de nos jours à la ville d’Urla (Vourla en grec) en Turquie, près d’Izmir, sur le golfe de Smyrne.

## Histoire
Clazomènes était à l'origine située sur le continent, mais sans doute au début du Ve siècle av. J.-C., lors de la révolte de l'Ionie contre l’envahisseur perse, elle fut déplacée sur une île au large de la côte, que le roi de Macédoine Alexandre le Grand (-336/-323) relia au continent par un pont-jetée, dont les vestiges sont encore visibles aujourd'hui.

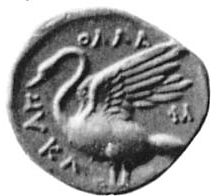
Monnaie de Clazomènes représentant un cygne.

Elle est fondée au XIe siècle av. J.-C. par des colons originaires de Phlionte et de Cléones et fait partie de la Dodécapole ionienne. Ce sont des colons de Clazomènes qui fondent Abdère en Thrace. C'est l'une des premières cités qui bat monnaie. Elle est entre le VIIe et le Ve siècle av. J.-C. un centre actif du commerce vers l'Égypte et la Thrace. Soumise aux Perses, elle passe sous le contrôle d'Athènes après les guerres médiques mais se révolte en 412 av. J.-C. Elle repasse sous la domination des Achéménides en 387 av. J.-C., puis relève des royaumes hellénistiques et enfin des Romains au IIe siècle av. J.-C. Ceux-ci lui accordent de nombreux privilèges fiscaux et commerciaux.
Patrie d'Anaxagore et d'Hermotime.
Clazomènes est aussi désormais un siège titulaire (de) (in partibus) de l'Église catholique.